# L'Homme qui n'a pas d'étoile
Pour plus de détails, voir Fiche technique et Distribution.
L'Homme qui n'a pas d'étoile (Man without a Star) est un film américain réalisé par King Vidor en 1955, pour la Universal Pictures. Le rôle principal est joué par Kirk Douglas.

## Synopsis
Dempsey Rae et Jeff Jimson arrivent dans le Wyoming, dans une petite ville de l'ouest, où ils cherchent du travail. Ils sont embauchés par Strap Davis, le contremaître du ranch Le Triangle, dont la propriétaire est Reed Bowman, laquelle s'y entend à mener ses affaires. Elle a pour voisin Tom Cassidy qui décide de clôturer des terres de fil barbelé, pour les protéger du bétail en divagation. Mécontente de Strap, Reed le renvoie et nomme à sa place Dempsey qui n'apprécie pas — il en a souffert autrefois — cette pose de clôture. C'est bientôt l'affrontement avec Tom et ses hommes, menés par Steve Miles.

## Fiche technique
- Titre original : Man without a Star
- Titre français : L'Homme qui n'a pas d'étoile
- Réalisation : King Vidor
- Scénario : Borden Chase et D. D. Beauchamp, d'après le roman Man without a Star de Dee Linford (1915-1971), publié en 1952
- Musique : Hans J. Salter et Herman Stein (non crédités)
  - Musique additionnelle : Henry Mancini (non crédité)
- Direction artistique : Alexander Golitzen et Richard H. Ridel
- Décors : Russell A. Gausman et John P. Austin
- Costumes : Rosemary Odell
- Photographie : Russell Metty
- Son : Leslie I. Carey et Joe Lapis
- Montage : Virgil W. Vogel
- Cascades : Richard Farnsworth, Jack N. Young et Carl Andre
- Production : Aaron Rosenberg
- Société de production : Universal International Pictures
- Société de distribution : Universal Pictures
- Pays de production :  États-Unis
- Langue originale : anglais
- Format : couleur (Technicolor) – 35 mm – 2,00:1 –  son mono (Western Electric Recording)
- Genre : western
- Durée : 85 minutes
- Dates de sortie :
  - États-Unis : 24 mars 1955 (première à New York)
  - France : 19 octobre 1955
  - Belgique : 21 octobre 1955
- Affiche : Constantin Belinsky (France)

## Distribution
- Kirk Douglas (VF : Roger Rudel) : Dempsey Rae
- Jeanne Crain (VF : Renée Simonot) : Reed Bowman
- Claire Trevor (VF : Claire Guibert) : Idonee
- William Campbell (VF : Johnny Chambot) : Jeff Jimson dit « Texas »
- Jay C. Flippen (VF : Pierre Morin) : Strap Davis
- Richard Boone (VF : Pierre Leproux) : Steve Miles
- Myrna Hansen (VF : Raymonde Reynard) : Tess Cassidy
- Mara Corday (VF : Lucienne Ernoult) : « Mocassin » Mary
- Eddy Waller (VF : Jean Berton) : Tom Cassidy
- Sheb Wooley (VF : Ulric Guttinguer) : Latigo
- George Wallace (VF : Raymond Loyer) : Tom Carter
- Frank Chase (VF : Serge Davin) : Little Waco
- Paul Birch (VF : Richard Francœur) : Mark Toliver
- Roy Barcroft (VF : Marcel Lestan) : le shérif Olson
- William « Bill » Phillips (VF : René Blancard) : Cookie

Non crédités :
- Malcolm Atterbury (VF : Claude Bertrand) : « Fancy » Joe Toole
- William Challee : Brick Gooder
- Jack Elam : le meurtrier au couteau
- Jim Hayward : Duckbill, le barman
- Myron Healey (VF : Jean Clarieux) : Mogollon
- Jack Ingram : Jessup
- Ewing Mitchell (VF : Hubert Noël) : Ben Johnson
- Milicent Patrick : Boxcar Alice
- Lee Van Cleef : un homme de main
- Clint Eastwood : doublage voix
- David Janssen : doublage voix

## Musique du film
Chansons :
- Man without a star : musique d'Arnold Hughes, paroles de Frederick Herbert, interprétée par Frankie Laine
- And the moon grew brighter and brighter : paroles et musique de Lou Singer et Jimmy Kennedy, interprétée par Kirk Douglas

## Analyse
Le film est considéré par Claude Quétel comme un des plus significatifs du thème du cow-boy, homme libre, confronté aux barbelés, symboles de la propriété privée.

## Autour du film
- Il s'agit du dernier film liant Kirk Douglas aux Studios Universal.
- Le film connut une  nouvelle forme de financement. Le partage des bénéfices se fit à cinquante/cinquante entre la société de production et la vedette dès que les frais furent amortis[2].
- Dans ses Mémoires, Kirk Douglas évoque l'attitude du réalisateur King Vidor : « Nous faisions un petit film, avec un petit budget et un temps de tournage limités… King Vidor… arrivait toujours en retard, moi j'attendais. Je n'étais pas seulement la vedette du film, j'étais aussi producteur associé. Pour moi c'était un coup de poker. Je devais sans cesse le pousser en avant[2]. »
- À propos de sa scène préférée, Kirk Douglas écrit : « Je faisais tournoyer un revolver en l'air, derrière mon dos, avant de tirer, il n'y eut qu'une seule prise, sans coupure, en sorte qu'il n'y eut aucun effet spécial[2]. »
- Le film fut un succès au box-office.